# Георгий Чичерин
Георгий Василиевич Чичерин (на руски: Георгий Васильевич Чичерин) (24 ноември [ст.стил 12 ноември 1872] 1872 – 7 юли 1936) е марксистки революционер и съветски политик, народен комисар по външните въпроси в съветското правителство от март 1918 до 1930 г.
Когато Троцки става комисар на войната през 1918 г., неговият помощник Георгий Чичерин го замества като комисар на външните работи. Чичерин трябва да заема тази длъжност до 1930 г., но поради лошото му здравословно състояние евентуалният му приемник Максим Литвинов ръководи комисариата от 1928 година.

## Биография
Чичерин произхожда от дребното дворянство (далечен роднина на Пушкин) и дълги години симпатизира по-скоро на меншевиките, отколкото на болшевиките. Всъщност той никога не влиза в тесния кръг на комунистическите ръководители. Въпреки това, поради своите способности и специални квалификации за този пост, Чичерин започва кариерата си в царската дипломатическа служба, добър лингвист е и отлично познава международната обстановка – той е натоварен за повече от десетилетие да ръководи съветската външна политика, като, разбира се, работи под прякото ръководство на Ленин, Сталин и Политбюро. Служебните постове с реална власт в съветската система се намират на върха на партийната йерархия, а не в комисариати.

## Външна политика на Съветския съюз при Чичерин
Една от основните задачи на Чичерин е Съветският съюз да бъде признат и да се стабилизира положението му в света. Въпреки краткотрайните им успехи в Унгария и Бавария, комунистическите революции извън съветските граници не сполучват. От друга страна, след победата над белогвардейците и след края на интервенцията на Антантата болшевишкият режим здраво се установява в Русия. „Съвместното съществуване“ става реалност и двете страни търсят подходящ modus vivendi. Все още Съветският съюз поддържа Третия комунистически интернационал, наричан Коминтерн, основан през 1919 г. с председател Зиновиев и отказва да плати царските дългове или да компенсира чужденците за конфискуваната им собственост, като на свой ред предявява искания за огромни репарации за интервенцията на Антантата. Особено Коминтернът, състоящ се от комунистически партии от цял свят, посветили се на подривна дейност и революция и явно ръководени от Съветския съюз в съответствие със съветските интереси, представлява постоянна пречка за нормалните дипломатически отношения. Повечето страни гледат на Съветския съюз с неприкрита враждебност и подозрение.
Съветският съюз успява да се измъкне от изолацията през пролетта на 1922. Тогава съветска делегация за пръв път взима участие в една международна конференция, проведена в Генуа. Макар че на конференцията не са постигнати важни резултати, тъй като по гореспоменатите въпроси за дълговете и репарациите се стига до задънена улица, съветските представители използват случая, за да постигнат споразумение с Германия. Договорът от Рапало от 16 април 1922, допълнен по-късно от търговска спогодба, установява икономическо сътрудничество между Съветския съюз и Германия и дори поставя началото на политическите и военните връзки. Договорът е в сила до идването на Хитлер на власт. Докато договорът от Рапало предизвиква учудване и възмущение в много среди, причината за сключването му е много ясна и както при повечето или антипатия на подписалите го страни: и Съветска Русия, и Германия са отхвърлени от света след Версайския договор и те естествено си подават ръка, което е изгодно и за двете страни.
В началото на 1924 Великобритания признава официално Съветския съюз; преди края на годината тя е последвана от Франция, Италия, Австрия, Швеция, Норвегия, Дания, Гърция, Мексико и Китай. През 1925 Япония установява нормални отношения със СССР, като най-накрая напуска руската част на остров Сахалин, макар че задържа там някои концесии за нефт, въглища и дървен материал. Признаването на Съветска Русия от много страни означава само, че те приемат съществуването на болшевишкия режим по-скоро с надеждата да подобрят търговските си отношения, отколкото заради някаква реална промяна на отношението им към СССР. Често е цитиран коментарът на Лойд Джордж, че може да се търгува дори с канибалите. Други страни, включително САЩ и повечето славянски страни от Източна Европа, продължават да игнорират Съветския съюз и отказват да го признаят. Общо взето Чичерин успява да въведе Съветска Русия в дипломатическата общност на нациите.
Мъчителното и дори парадоксалното развитие на съветската външна политика става ясно от случая с Китай. Там Сталин решава да поддържа Гоминдана, националното движение на Сун Ятсен и на неговия приемник Чан Кайшъ, като изпраща стотици военни специалисти да помогнат на националистите и насочва китайските комунисти към тактиката на „обединения фронт“. За известно време комунистическото проникване в Китай е успешно и съветската позиция и престиж там са ценени високо. Но през 1927, когато Чан Кайшъ се чувства уверен в победата си в борбата за контрол над страната, той застава срещу комунистите, като ги избива масово в Шанхай и изгонва съветските съветници. Когато по заповед от Москва китайските комунисти си отмъщават, вдигайки се на бунт в Кантон, те са смазани жестоко.
Макар и победен в Китай, Съветският съюз успява да установи контрол на Външна Монголия след няколко опита с променлив успех. Освен това в средата на 20-те години Съветският съюз сключва полезни договори за неутралитет и приятелство с Турция, Иран и Афганистан. Болшевишкият режим се отказва от концесиите и специалните права, получени от царското правителство в такива азиатски страни като Китай и Иран, но си запазва Китайската източна железница, като я отвоюва от Китай през 1929 година.
Усилията на Чичерин през 20-те години за признаване на страната и за стабилизиране на съветските дипломатически отношения прерастват през 30-те години в по-амбициозна политика.